# Смирнов, Виктор Павлович (Герой Социалистического Труда)
Виктор Павлович Смирнов (19.09.1927, Сумская область — 25.02.1999) — токарь-расточник цеха № 1 Сумского научно-производительного объединения «Насосэнергомаш».

## Биография
Родился 19 сентября 1927 года в селе Великий Бобрик Краснопольского района Сумской области в крестьянской семье. Украинец. В 1941 году окончил среднюю школу в родном селе.
В 1951 году начал свою трудовую деятельность токарем-расточником на заводе «Насосэнергомаш» в городе Сумы. Без отрыва от производства окончил Сумской машиностроительный техникум. Он в совершенстве владел своей профессией, и как один из опытных расточников выполнял обработку особо важных корпусов насосов, которые поставлялись на нефтепроводы, тепловые и атомные электростанции. Внедряя в производство прогрессивные режущие инструменты, В. П. Смирнов сократил время обработки деталей в 3,2 раза. Неоднократный победитель социалистических соревнований. Имел личное клеймо отдела технического контроля, являлся наставником молодежи, обучил токарному делу 32 человека.
Указом Президиума Верховного Совета СССР от 10 марта 1976 года за выдающиеся успехи, достигнутые в выполнении заданий девятой пятилетки, отличное качество и высокую продуктивность труда Смирнову Виктору Павловичу присвоено звание Героя Социалистического Труда с вручением ордена Ленина и золотой медали «Серп и Молот».
До 1987 года продолжал работать токарем-расточником. В 1987—1992 годах работал мастером на родном заводе «Насосэнергомаш». Проработал на предприятии больше 40 лет. С 1992 года — на пенсии.
Избирался делегатом XXVI съезда Компартии Украины. Депутат Сумского городского совета в 1969—1977 годах.
Жил в городе Сумы. Умер 25 февраля 1999 года. Похоронен на Лучанском кладбище в Сумах.
Награждён 2 орденами Ленина, орденом «Знак Почёта», медалями.